# Семеду, Лисандру
Лисандру Педру Варела Семеду (порт. Lisandro Pedro Varela Semedo; род. 12 марта 1996, Сетубал, Сетубал) — кабо-вердианский футболист, вингер. Игрок сборной Кабо-Верде.

## Клубная карьера
Семеду — воспитанник лиссабонского «Спортинга» и английского «Рединга». В 2016 году Лисандру для получения игровой практики подписал контракт с кипрским АЕЗ. 30 октября в матче против АЕЛа он дебютировал в чемпионате Кипра. 29 января 2017 года в поединке против АЕКа Лисандру забил свой первый гол за АЕЗ. Летом того же года Лисандру перешёл в «Аполлон», но для получения игровой практики сразу же был отдан в аренду ситтардской «Фортуне». 18 августа в матче против «Дордрехта» он дебютировал в Эрстедивизи. В этом же поединке Лисандру забил свой первый гол за «Фортуну». 23 марта 2018 года в матче против «Камбюра» он сделал хет-трик. По итогам сезона он с 15 мячами стал лучшим бомбардиром клуба и помог ему выйти в элиту. «Фортуна» выкупила трансфер игрока. 11 августа в матче против «Эксельсиора» он дебютировал в Эредивизи.
Летом 2019 года Семеду был отдан в аренду в греческий ОФИ. 24 августа в матче против «Ариса» он дебютировал в греческой Суперлиге. 29 сентября в поединке против «Астераса» Лисандру забил свой первый гол за ОФИ. По окончании аренды он вернулся в «Фортуну».

## Международная карьера
Лисандру выступал за сборные Португалии различных возрастов, но затем принял решение выступать за Кабо-Верде. 10 октября 2019 года в товарищеском матче против сборной Того Семеду дебютировал за сборную Кабо-Верде. В 2022 году Лисандро принял участие в Кубке Африке в Камеруне. На турнире он сыграл в против команд Буркина-Фасо, Камеруна и Сенегала. 25 марта 2022 года в поединке против сборной Лихтенштейна Лисандру забил свой первый гол за национальную команду.

### Голы за сборную Кабо-Верде
| #   | Дата          | Место                          | Противник   | Счёт | Результат | Соревнование      |
| --- | ------------- | ------------------------------ | ----------- | ---- | --------- | ----------------- |
| 01. | 25 марта 2022 | Пинатар Арена, Мурсия, Испания | Лихтенштейн | 0:2  | 0:6       | Товарищеский матч |